# Венкатапаті III
Венкатапаті III (*д/н — 1642) — магараджахіраджа (цар царів) Віджаянагарської імперії у 1632—1642 роках. Відомий також як Педді Венкатарая.

## Життєпис
Онук Рамараї, фактичного правителя імперії в 1542—1565 роках. Можливо син Махаталавару. За панування свого троюрідного брата — магараджахіраджи Рамадеварая — обіймав посаду наяка Анеконди. Посів трон 1632 року після смерті останнього. Негайно повстав його стрийко Тхіммараджа, що захопив фортецю Веллор, де на той час мешкали усі сановники.
В свою чергу Раґунатха, наяк Тханджавура, Тірумала, наяк Мадураю, Рамакрішнанаппанауду, наяк Гінгі, оголосили про підтримку Венкатапаті III. Незважаючи на це війна проти узурпатора тривала до 1635 року. Зрештою за підтримки голландців в битві біля Пулікату вдалося завдати поразки Тхіммараджу, який зрікся влади. Втім невдовзі за цим знову повстав, проте зазнав поразки і загинув у битві проти Рамакрішнанаппанауду, наяка Гінгі.
1637 року в Веллорі зазнав нападу військ Тірумали, наяка Мадураю, та Віджаяраґави, наяка Тханджавура, проте зміг відбити напад. Втім такі дії позначили глибоку кризу імперії та відсутність внутрішньої стабільності.
1638 року повстав його небіж Рангарая, що отримав допомогу від біджапурського султана Мухаммада Аділ-шаха. В результаті Венкатапаті III поступився Бангалором і Майсуром небожеві, а султану передав Малабарське узбереження. Невдовзі наякства Мадураю та Тханджавура визнали зверхність султана.
Підтримував гарні відносини з Англійською та Голландською Ост-Індськими компаніями. 22 серпня 1639 року магараджахіраджа надав на Коромандельському берегу біля міста Мадраспатнам невеличку територію для зведення англійцями своєї факторії. Цей день вважається заснуванням міста Мадрас.
1641 року стикнувся з новим повстання небожа Рангараї. Цим скористався голкондський султан Абдулла Кутб-шах, що також вдерся до імперії. Проте біля міста Мадраспатнаму Дамерла Венкатадрі, наяк Калахасті, та Рамакрішнанаппанауду, наяк Гінгі. зупинили супротивника, який рушив на Веллор. За цих обставин Венкатапаті III відступив до Чіттур, де помер у жовтні 1642 року. Владу перебрав Рангарая.